# William Henry Harvey

William Henry Harvey

William Henry Harvey (* 5. Februar 1811 in Summerville bei Limerick, Irland; † 15. Mai 1866 in Torquay, Devon) war ein Professor für Botanik, Algenforscher, Zeichner, Illustrator und Lithograf. Sein offizielles botanisches Autorenkürzel lautet „Harv.“

## Leben und Wirken
Der als jüngstes Kind eines wohlhabenden Quäker-Kaufmanns geborene Harvey interessierte sich schon von Jugend an für Naturforschung. Mit 15 Jahren war er schon ein Spezialist in Algenforschung. 1836 folgte er seinem Bruder als Kolonialbeamter nach Südafrika, setzte dort jedoch auch seine wissenschaftliche Arbeit fort. Er verfasste als erster eine wissenschaftliche Beschreibung über die Flora des Landes. Nach seiner Rückkehr 1844 erhielt er eine Stelle am Trinity College in Dublin und wurde wenig später zum Professor ernannt. Von  1854 bis 1856 unternahm er in Australien eine große Sammel- und Forschungsreise.
Trotz Harveys kritischer Haltung gegenüber Charles Darwins Evolutionstheorie schätzte dieser ihn als großen Botaniker. Der im Umgang mit Mitmenschen eher zurückhaltende Harvey war zugleich ein großartiger Zeichner und Illustrator, der seine Funde selber so sorgfältig dokumentierte, dass die Abbildungen auch heute noch als vorbildlich gelten. Der an einer schwachen Gesundheit leidende Harvey starb frühzeitig an Tuberkulose.

## Ehrungen
1857 wurde Harvey zum Mitglied der Leopoldina gewählt. Am 3. Juni 1858 wurde er als Mitglied („Fellow“) in die Royal Society aufgenommen.
Ihm zu Ehren wurde die Gattung Harveya Hook. der Pflanzenfamilie der Sommerwurzgewächse (Orobanchaceae) benannt.

## Schriften (Auswahl)
- 1833: Div.II. Confervoideae. Div.III. Gloiocladeae. In: W.J. Hooker (Hrsg.): The English flora of Sir James Edward Smith 5. London.
- 1834: Algologhical illustrations. No. 1 Remarks on some British algae and descriptions of a new species recently added to our flora. In: W.J. Hooker (Hrsg.): Journal of botany 1. S. 296–305.
- 1838: The genera of South African plants. Kapstadt.
- Description of Ballia, a new genus of Algae. In: Hooker's journal of botany and Kew Garden miscellany. Band 2.
- 1844: Description of a minute alga from the coast of Ireland. In: Annals and Magazine of Natural History 14. S. 27–28.
- 1844: Description of a new British species of Callithamnion (C. pollexfenii) Annals and Magazine of Natural History 14. S. 109–131.
- 1844: Algae of Tasmania. In: Journal of botany 3. London, S. 428–454.
- 1847: Phycologia Britannica. (Plates 73–78). Reeve & Banham, London.
- 1848: Phycologia Britannica. (Plates 147–216). Reeve & Banham, London.
- 1847: Nereis Australis or Algae of the Southern Ocean. In: Transactions of the Royal Irish Academy 22 (Science). London, S. 525–566.
- 1848: Directions for Collecting and Preserving Algae. In: The American journal of science and arts, II,6: S. 42–45.
- 1849: A Manual of the British Marine Algae… John van Voorst, London.
- 1849: Phycologia Britannica. (Plates 217–294). Reeve & Banham, London.
- 1850: Phycologia Britannica. (Plates 295–354). Reeve & Banham, London.
- 1850: Observations on the Marine Flora of the Atlantic States. In: Proceedings of the American Society for Information Science and Technology. S. 79–80.
- 1851: Nereis Boreali-Americana: … Part I – Melanospermaea. Smithsonian Institution.
- 1853: Nereis Boreali-Americana: … Part II – Rhodospermeae.
- 1855: Some account of the marine botany of the colony of Western Australia. In: Transactions of the Royal Irish Academy 22. S. 525–566.
- 1855: Algae. In: J.D.Hooker: The Botany of the Antarctic Voyage 2: Flora Nova-Zelandiae II. London, S. 211–266, Plates 107–121.
- 1857: Nereis Boreali-Americana: … Part III – Chlorospermeae.
- 1857: Short description of some new British algae, with two plates. In: Natural History Review 4. Dublin, S. 201–204.
- 1858: List of Arctic Algae, Chiefly Compiled from Collections Brought Home by Officers of the Recent Searching Expeditions. In: Smithsonian Contrib. to Knowledge. Part III, Supl. 2, S. 132–134.
- 1860: Algae, S. 242–383, Pl. 185–196. In: The Botany of the Antarctic Voyage, Part III. Flora Tasmaniae. Vol. 2 (Ed. by J.D. Hooker) L.Reeve, London.
- 1860–1933: Flora Capensis; being a systematic description of the plants of the Cape Colony, Caffraria, & port Natal. London (Band 1–3 zusammen mit Otto Wilhelm Sonder; wurde später von anderen Botanikern fortgeführt)
- 1862: Phycologia Australica. Vol 4, Pl. 181–240. London.
- 1862: Notice of a collection of algae made on the northwest coast of North America, chiefly at Vancouver’s Island, by David Lyall, Esq., M.D., R.N., in the years 1859–1861. In: The Journal of the Linnean Society 6. S. 157–177.